# Batilly, Orne
Batilly är en kommun i departementet Orne i regionen Normandie i nordvästra Frankrike. Kommunen ligger i kantonen Écouché som tillhör arrondissementet Argentan. År 2018 hade Batilly 135 invånare.

## Befolkningsutveckling
Antalet invånare i kommunen Batilly
| Referens: INSEE |